# Kase park
Kase park är en park i Tallinn i Estland. Kase park ligger 29 meter över havet.